# Бориславське нафтогазоконденсатне родовище
Бориславське нафтогазоконденсатне родовище — належить до Бориславсько-Покутського нафтогазоносного району Передкарпатської нафтогазоносної області Західного нафтогазоносного регіону України.

## Опис
Розташоване у Дрогобицькому районі Львівської області на відстані 12 км від м. Дрогобич.
Приурочене до першого та другого ярусів складок північно-західної частини Бориславсько-Покутської зони та до Орівської і Берегової скиб Складчастих Карпат. Відомі спроби промислового використання родовища в 1810-17 рр. У 1947 та 1965 рр. межі нафтоносності Глибинної складки були розширені за рахунок Помірківського та Попельського блоків. Загальна кількість свердловин усіх категорій на Бориславському родовищі становить близько 3 тис. У геологічній будові родовища беруть участь теригенні флішеві відклади верхньої крейди, палеоцену, еоцену, олігоцену та моласові утворення неогену. Промислово нафтогазоносними є пісковики та алевроліти всього розрізу від воротищенської до стрийської світи включно. Основною серед структур є Глибинна (82,7 % всіх запасів).
Поклади пластові, склепінчасті, тектонічно екрановані, деякі також літологічно обмежені. Режим покладів пружний та розчиненого газу. Запаси початкові видобувні категорій А+В+С1: нафти — 39292 тис. т; розчиненого газу — 16112 млн. м³; газу — 1083 млн. м³; конденсату — 88 тис. т. Густина дегазованої нафти 837—872 кг/м³. Вміст сірки у нафті до 0,78 мас.%.
Бориславське родовище нафти — одне з великих родовищ нафти в Україні. Розташоване у Львівській області, біля міст Дрогобич та Борислав. За часом початку експлуатації це родовище є одним з найстаріших у Європі. Видобуток нафти за допомогою колодязів проводився тут уже в середині 18 століття. Промислова розробка розпочалась 1853 (після винаходу Йоганом Зегом промислової переробки нафти) за допомогою копаних ям-криниць — так званих дучки, глибиною навіть понад 100 м. Перші нафтові свердловини пробурено 1861 — спершу ручним способом, а згодом механічним.
В геологічному відношенні бориславське родовище нафти являє собою лежачу складку завдовжки близько 10 і завширшки понад 5 км, утворену породами верхньокрейдового, палеогенового та неогенового періодів, яка входить до складної тектонічної споруди (т. з. внутрішньої зони Передкарпатського прогину). Складка насунута в північно-східному напряму на інші структури прогину; південно-західне її крило перекрите насувом Берегової скиби Карпат.
Нафтові поклади промислового характеру зустрічаються в палеоценових (ямненський пісковик), еоценових (бориславський пісковик), олігоценових (менілітова і поляницька серії) та міоценових (воротищенська світа) відкладах. Основним промисловим горизонтом є бориславський пісковик еоцену. Крім Бориславської глибинної складки, нафта промислового значення виявлена також у зоні Берегової та Оровської скиб (дільниця Мразниця) та в піднасувній структурі, що залягає нижче продуктивних порід і має також характер складки, утвореної тими ж породами, що й Бориславська складка. Нафтопрояви в піднасувній структурі встановлені в менілітовій серії.
Характерною особливістю бориславського родовища нафти є значна кількість багатого на газолінову фракцію газу, який видобувається разом з нафтою. Бориславська нафта відзначається також високим вмістом парафіно-церезинових вуглеводнів, що сприяло утворенню озокеритового жильного оруденіння у фронтальній частині Бориславської складки.